# Assieu
Assieu ist eine französische Gemeinde mit 1.722 Einwohnern (Stand: 1. Januar 2022) im Département Isère in der Region Auvergne-Rhône-Alpes; sie gehört zum Arrondissement Vienne und zum Kanton Vienne-2 (bis 2015: Kanton Roussillon). Die Einwohner werden Assieutaires (auch: Assieutois) genannt.

## Geografie
Assieu liegt etwa zwölf Kilometer südlich von Vienne. Der Fluss Varèze begrenzt die Gemeinde im Norden. Umgeben wird Assieu von den Nachbargemeinden Cheyssieu im Norden und Nordwesten, Vernioz im Norden, Monsteroux-Milieu im Osten und Nordosten, La Chapelle-de-Surieu im Südosten, Saint-Romain-de-Surieu und Ville-sous-Anjou im Süden, Roussillon im Westen und Südwesten sowie Auberives-sur-Varèze im Nordwesten.

## Bevölkerungsentwicklung
| Jahr                       | 1962 | 1968 | 1975 | 1982 | 1990 | 1999 | 2006 | 2017 |
| -------------------------- | ---- | ---- | ---- | ---- | ---- | ---- | ---- | ---- |
| Einwohner                  | 521  | 514  | 567  | 612  | 768  | 889  | 1178 | 1472 |
| Quellen: Cassini und INSEE |      |      |      |      |      |      |      |      |

## Sehenswürdigkeiten

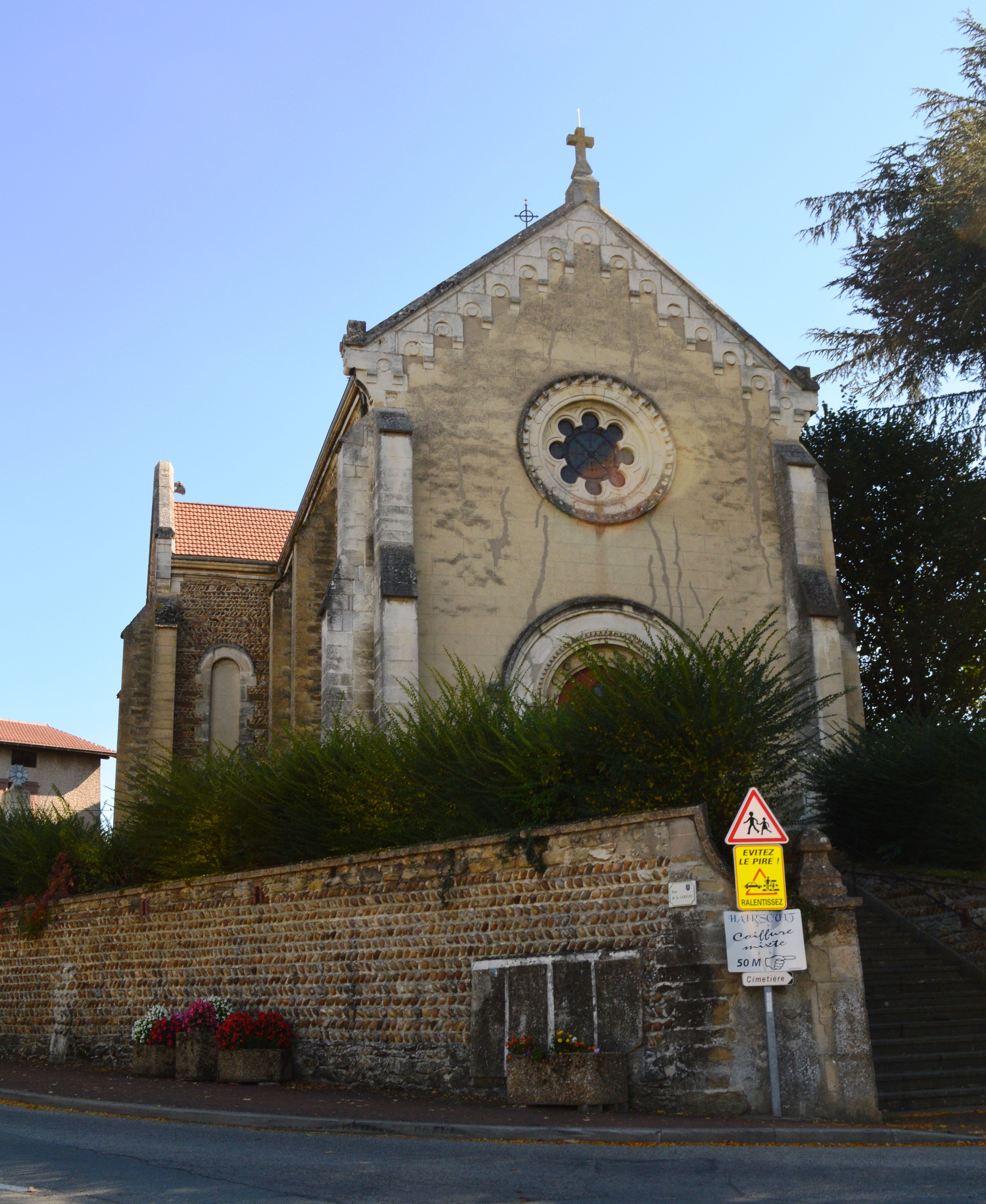
Kirche Saint-Pierre-ès-Liens

- Kirche Saint-Pierre-ès-Liens aus dem 19. Jahrhundert
- Schloss Juveneton
- Schloss Richoux